# Serie A (Italia) 1969-70
La Serie A 1969-70 fue la 68.ª edición del campeonato de fútbol de más alto nivel en Italia y la 38.ª bajo el formato de grupo único. Cagliari ganó primer scudetto.

## Equipos participantes
| Equipo         | Ciudad    | Estadio               |
| -------------- | --------- | --------------------- |
| Bari           | Bari      | Della Vittoria        |
| Bologna        | Bolonia   | Comunale de Bolonia   |
| Brescia        | Brescia   | Mario Rigamonti       |
| Cagliari       | Cagliari  | Amsicora              |
| Fiorentina     | Florencia | Comunale de Florencia |
| Internazionale | Milán     | San Siro              |
| Juventus       | Turín     | Comunale de Turín     |
| Lazio          | Roma      | Olímpico de Roma      |
| Milan          | Milán     | San Siro              |
| Napoli         | Nápoles   | San Paolo             |
| Palermo        | Palermo   | La Favorita           |
| Roma           | Roma      | Olímpico de Roma      |
| Sampdoria      | Génova    | Luigi Ferraris        |
| Torino         | Turín     | Comunale de Turín     |
| Verona         | Verona    | Marcantonio Bentegodi |
| Vicenza        | Vicenza   | Romeo Menti           |

## Clasificación
| Pos. | Equipo         | Pts. | PJ | G  | E  | P  | GF | GC | Dif. | Clasificación                                |
| ---- | -------------- | ---- | -- | -- | -- | -- | -- | -- | ---- | -------------------------------------------- |
| 1    | Cagliari (C)   | 45   | 30 | 17 | 11 | 2  | 42 | 11 | +31  | Clasificado a la Copa de Campeones de Europa |
| 2    | Internazionale | 41   | 30 | 16 | 9  | 5  | 41 | 19 | +22  | Clasificado a la Copa de Ferias              |
| 3    | Juventus       | 38   | 30 | 15 | 8  | 7  | 43 | 20 | +23  | Clasificado a la Copa de Ferias              |
| 4    | Milan          | 36   | 30 | 13 | 10 | 7  | 38 | 24 | +14  |                                              |
| 5    | Fiorentina     | 36   | 30 | 15 | 6  | 9  | 40 | 33 | +7   | Clasificado a la Copa de Ferias              |
| 6    | Napoli         | 31   | 30 | 10 | 11 | 9  | 24 | 21 | +3   |                                              |
| 7    | Torino         | 30   | 30 | 11 | 8  | 11 | 20 | 31 | −11  |                                              |
| 8    | Lazio          | 29   | 30 | 11 | 7  | 12 | 33 | 32 | +1   | Clasificado a la Copa de Ferias              |
| 9    | Vicenza        | 29   | 30 | 11 | 7  | 12 | 32 | 31 | +1   |                                              |
| 10   | Bologna        | 28   | 30 | 6  | 16 | 8  | 22 | 24 | −2   | Clasificado a la Recopa de Europa            |
| 11   | Roma           | 28   | 30 | 8  | 12 | 10 | 27 | 36 | −9   |                                              |
| 12   | Verona         | 26   | 30 | 8  | 10 | 12 | 26 | 30 | −4   |                                              |
| 13   | Sampdoria      | 24   | 30 | 6  | 12 | 12 | 22 | 37 | −15  |                                              |
| 14   | Brescia (D)    | 20   | 30 | 5  | 10 | 15 | 20 | 35 | −15  | Descenso a Serie B                           |
| 15   | Palermo (D)    | 20   | 30 | 5  | 10 | 15 | 23 | 45 | −22  | Descenso a Serie B                           |
| 16   | Bari (D)       | 19   | 30 | 5  | 9  | 16 | 11 | 35 | −24  | Descenso a Serie B                           |

 Fuente: BDFutbol
|           |
| Campeón   |
| Cagliari  |
| 1º título |

## Resultados
| Local \ Visitante | BAR | BOL | BRE | CAG | FIO | INT | JUV | LAZ | MIL | NAP | PAL | ROM | SAM | TOR | VER | VIC |
| ----------------- | --- | --- | --- | --- | --- | --- | --- | --- | --- | --- | --- | --- | --- | --- | --- | --- |
| Bari              | —   | 0–2 | 2–0 | 0–0 | 1–1 | 0–1 | 2–1 | 0–0 | 0–5 | 0–0 | 1–0 | 1–0 | 0–0 | 0–1 | 0–2 | 0–0 |
| Bologna           | 1–1 | —   | 0–3 | 0–0 | 2–2 | 2–1 | 0–0 | 1–0 | 0–1 | 1–2 | 3–1 | 1–1 | 1–1 | 0–1 | 0–0 | 1–1 |
| Brescia           | 0–0 | 1–1 | —   | 0–2 | 1–2 | 1–1 | 0–1 | 0–0 | 1–4 | 1–2 | 4–2 | 0–1 | 0–0 | 0–1 | 0–0 | 1–1 |
| Cagliari          | 2–0 | 1–0 | 4–0 | —   | 0–0 | 1–1 | 1–1 | 1–0 | 1–1 | 2–0 | 2–0 | 1–0 | 4–0 | 2–0 | 1–0 | 2–1 |
| Fiorentina        | 3–0 | 0–1 | 0–1 | 0–1 | —   | 2–0 | 2–0 | 2–0 | 4–2 | 1–2 | 3–1 | 2–2 | 1–0 | 0–0 | 1–0 | 2–1 |
| Internazionale    | 1–0 | 1–0 | 3–1 | 1–0 | 3–0 | —   | 0–0 | 3–0 | 0–0 | 1–0 | 2–0 | 2–0 | 3–2 | 2–0 | 0–0 | 0–0 |
| Juventus          | 1–0 | 1–1 | 1–0 | 2–2 | 2–0 | 2–1 | —   | 2–1 | 3–0 | 0–0 | 4–1 | 1–1 | 2–0 | 1–2 | 3–0 | 4–0 |
| Lazio             | 4–1 | 1–0 | 1–0 | 0–2 | 5–1 | 3–1 | 2–0 | —   | 1–0 | 0–2 | 4–0 | 1–1 | 1–0 | 1–1 | 0–1 | 1–0 |
| Milan             | 1–0 | 0–0 | 1–1 | 0–0 | 4–2 | 0–1 | 0–2 | 3–0 | —   | 1–0 | 1–0 | 2–3 | 0–0 | 3–0 | 2–0 | 1–0 |
| Napoli            | 1–0 | 0–0 | 0–0 | 0–2 | 0–1 | 0–0 | 1–0 | 1–1 | 1–1 | —   | 0–0 | 0–0 | 0–2 | 4–0 | 2–1 | 1–0 |
| Palermo           | 0–0 | 1–0 | 1–3 | 1–0 | 1–1 | 1–2 | 1–3 | 1–1 | 0–0 | 0–0 | —   | 2–2 | 3–0 | 1–0 | 1–0 | 1–3 |
| Roma              | 1–0 | 1–2 | 1–0 | 1–1 | 0–1 | 2–1 | 0–3 | 2–1 | 0–1 | 2–1 | 1–1 | —   | 3–3 | 0–0 | 1–1 | 1–0 |
| Sampdoria         | 1–0 | 0–0 | 2–0 | 0–0 | 1–3 | 0–5 | 0–0 | 0–2 | 1–1 | 0–0 | 1–0 | 2–0 | —   | 1–1 | 2–1 | 0–1 |
| Torino            | 0–1 | 1–1 | 1–0 | 0–4 | 1–0 | 0–0 | 0–3 | 3–0 | 0–1 | 0–2 | 1–1 | 0–0 | 2–1 | —   | 2–1 | 1–0 |
| Verona            | 4–1 | 0–0 | 0–0 | 1–1 | 0–1 | 1–3 | 1–0 | 1–1 | 2–2 | 1–0 | 2–0 | 2–0 | 1–1 | 0–1 | —   | 3–1 |
| Vicenza           | 2–0 | 1–1 | 0–1 | 1–2 | 1–2 | 1–1 | 1–0 | 2–1 | 1–0 | 3–2 | 1–1 | 3–0 | 2–1 | 1–0 | 3–0 | —   |